# Amauri
Amauri Carvalho de Oliveira (Carapicuíba, 3. lipnja 1980.) brazilsko-talijanski je umirovljeni nogometaš koji je između ostalog igrao za Fort Lauderdale Strikerse u NASL-u.

## Vanjske poveznice
- Profil na Transfermarktu
- Profil na Soccerwayu